# طقوس

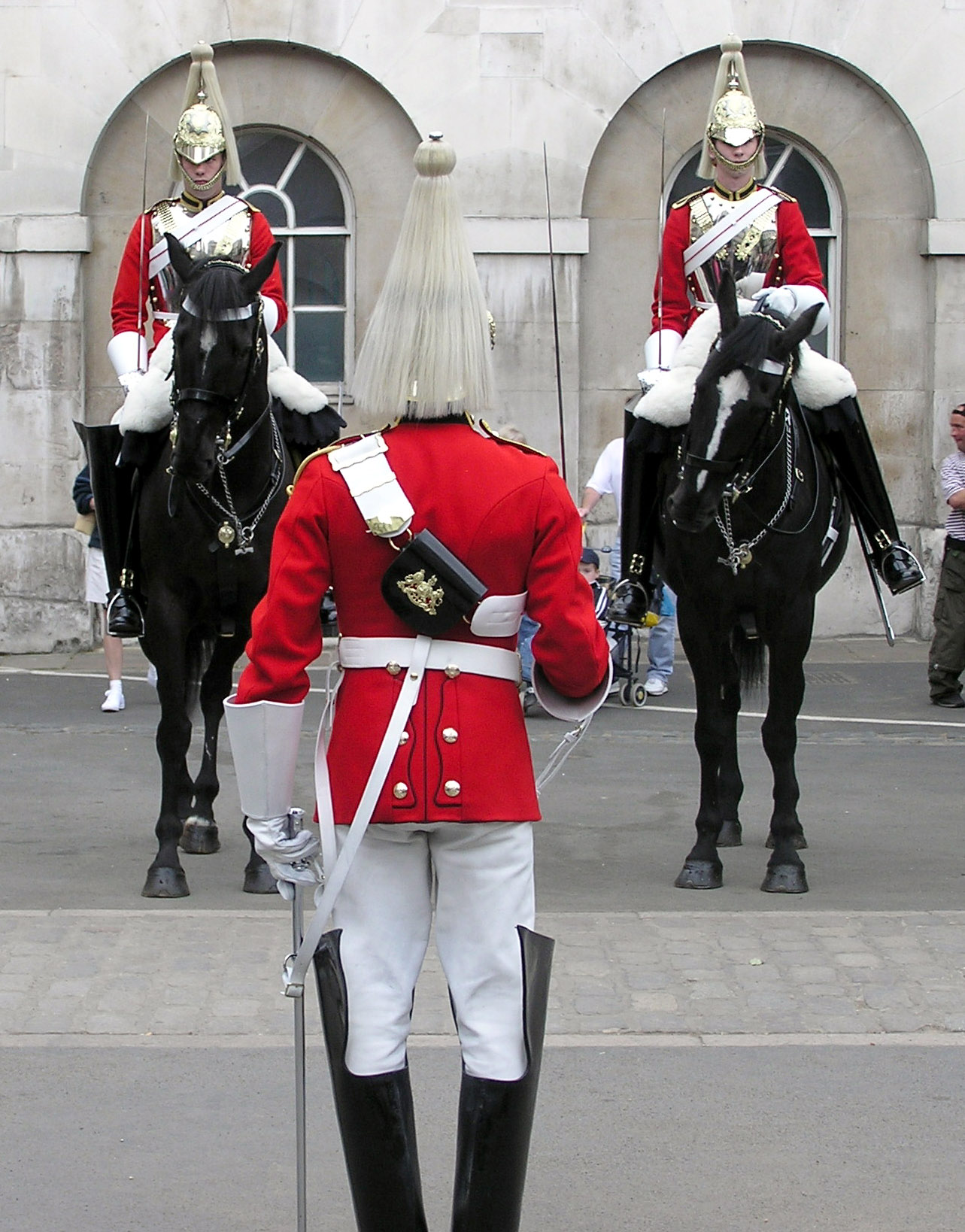
جزء من مراسم تغيير الحرس في وايت هول، لندن.

الطقوس هي مجموعة من الإجراءات التي يؤديها بعض الأشخاص، والتي تُقام أساسًا لقيمتها الرمزية. وقد يحدد تلك الطقوس أو المراسم تراث الجماعة المشتركة، بما في ذلك المجتمعات الدينية. ويشير المصطلح عامةً إلى مجموعة الأفعال الثابتة والمرتبة، ويُستثنى من ذلك الأفعال التي يقوم بها المؤدون للطقوس اعتباطًا.
وقد وفرت الدراسات التي أُجريت في مجال الطقوس والمراسم مجموعة متضاربة من التعريفات للمصطلح، ومنها تعريف كيرياكيديس (2007) للمراسم بأنها فئة خارجية أو سلوكية (etic) تشمل مجموعة من الأنشطة (أو مجموعة من الأفعال) التي قد تبدو من الخارج أنها غير حكيمة، أو متنافرة، أو غير منطقية. أوقد يُستخدم المصطلح اجتماعيًا (emic)، بواسطة المؤدين للطقوس، للدلالة على إدراكه أن المشاهد لتلك الأفعال قد يظنها كذلك.
وقد تقام الطقوس في بعض المناسبات الخاصة، أو تحت طلب الأفراد أو المجتمعات. وقد يؤدي الطقوس شخصٌ واحدٌ، أو مجموعة من الأشخاص، أو مجتمعٌ بأكمله؛ في أماكن محددة، أو في أماكن محجوزة مخصصًا لذلك، سواء في الأماكن العامة، أو الخاصة، أو من قبل أشخاص معينين. وقد تقتصر الطقوس على جزء معين من المجتمع، أو قد تجتاز الطريق بين المؤسسات الدينية والمؤسسات المجتمعية.
هناك نظرية عن الطقوس تنص بأن القاعدة الأساسية للطقوس هي تطبيق القيم الطقوسية على الأشياء والحوادث والمناسبات التي يمكن اعتبارها بمثابة الأهداف ذات المصالح المشتركة التي تربط أعضاء المجتمع الواحد أو تمثل تمثيلاً رمزياً جميع الأشياء التي تستند على تأثير السلوك الرمزي بأنواعه المتعددة.
وتقام الطقوس للعديد من الأغراض، مثل: المناسبات الدينية، أو لإشباع بعض الحاجات الروحية والعاطفية للمؤدين، أو لتعزيز الروابط الاجتماعية، أو لبعض أغراض التربية المجتمعية والأخلاقية، أو كدليل على الاحترام والطاعة، أو دليل على انتماء الفرد، أو كمؤشر لبداية بعض الأحداث، أو قد تقام المراسم أحيانًا بهدف الترفيه فقط.
تعتبر المراسم والطقوس بأنواعها المختلفة أحد سمات كل المجتمعات الإنسانية، سواء في الماضي أو الحاضر. ولا تقتصر الطقوس والمراسم على الأنواع المختلفة من طقوس الـعبادة، أو الأسرار المقدسة في بعض الأديان أو الطوائف فقط، ولكنها تمتد أيضًا لتشمل طقوس العبور في بعض المجتمعات وطقوس الكفارة، وطقوس التطهير، وقسم الولاء، ومراسم التتويج، والافتتاحات الرئاسية، ومراسم الزواج، والجنازات، وتقاليد الدراسة والتخرج، والاجتماعات، والأحداث الرياضية، وحفلات الـهالووين، ومواكب المحاربين القدامى، وموسم تسوق عيد الميلاد، وغيرها الكثير. وهناك العديد من الأنشطة التي يتم تنفيذها ظاهريًّا لأغراض محددة، مثل؛ المحاكمات، وتنفيذ عقوبة الإعدام في المجرمين، والمؤتمرات العلمية، ولكنها مليئة بالإجراءات الرمزية التي تتحكم فيها القوانين أوالتقاليد، ولذا تعتبر مثل تلك الإجراءات مراسم وطقوس بالفطرة. وعلاوة على ذلك، فإن كل الأفعال العامة التي نقوم بها يوميًّا مثل المصافحة أو حتى كلمة آلو تندرج تحت مسمى المراسم والطقوس.

ويُستخدم مصطلح طقوس في علم النفس أحيانًا ليشير إلى السلوكيات المتكررة التي يقوم بها الفرد لتقليل أو منع الخوف، وتعد أحد أعراض الوسواس القهري (obsessive–compulsive disorder).